# Skilanglauf-Alpencup 2013/14
Der Skilanglauf-Alpencup 2013/14 war eine von der FIS organisierte Wettkampfserie, die zum Unterbau des Skilanglauf-Weltcups 2013/14 gehört. Sie begann am 13. Dezember 2013 in St. Ulrich und endete am 16. März 2014 in Valdidentro.

## Männer

### Resultate
| 1. Alpencup in St. Ulrich, 13. bis 15. Dezember 2013 | 1. Alpencup in St. Ulrich, 13. bis 15. Dezember 2013 | 1. Alpencup in St. Ulrich, 13. bis 15. Dezember 2013 | 1. Alpencup in St. Ulrich, 13. bis 15. Dezember 2013 | 1. Alpencup in St. Ulrich, 13. bis 15. Dezember 2013 |
| ---------------------------------------------------- | ---------------------------------------------------- | ---------------------------------------------------- | ---------------------------------------------------- | ---------------------------------------------------- |
| Datum                                                | Disziplin                                            | Erster Platz                                         | Zweiter Platz                                        | Dritter Platz                                        |
| 13. Dezember 2013                                    | Sprint Freistil                                      | Paul Goalabre                                        | Cyril Miranda                                        | Daniel Heun                                          |
| 14. Dezember 2013                                    | 10 km Freistil                                       | Florian Notz                                         | Adrien Mougel                                        | Thomas Wick                                          |
| 15. Dezember 2013                                    | 15 km klassisch Mst                                  | Dietmar Nöckler                                      | Mattia Pellegrin                                     | Andy Kühne                                           |

| 2. Alpencup in Gressoney, 21. und 22. Dezember 2013 | 2. Alpencup in Gressoney, 21. und 22. Dezember 2013 | 2. Alpencup in Gressoney, 21. und 22. Dezember 2013 | 2. Alpencup in Gressoney, 21. und 22. Dezember 2013 | 2. Alpencup in Gressoney, 21. und 22. Dezember 2013 |
| --------------------------------------------------- | --------------------------------------------------- | --------------------------------------------------- | --------------------------------------------------- | --------------------------------------------------- |
| Datum                                               | Disziplin                                           | Erster Platz                                        | Zweiter Platz                                       | Dritter Platz                                       |
| 21. Dezember 2013                                   | 15 km klassisch                                     | Giovanni Gullo                                      | Alexis Jeannerod                                    | Thomas Wick                                         |
| 22. Dezember 2013                                   | 15 km Freistil Verfolgung                           | Thomas Moriggl                                      | Jonas Dobler                                        | Adrien Mougel                                       |

| 3. Alpencup in Chamonix, 10. bis 12. Januar 2014 | 3. Alpencup in Chamonix, 10. bis 12. Januar 2014 | 3. Alpencup in Chamonix, 10. bis 12. Januar 2014 | 3. Alpencup in Chamonix, 10. bis 12. Januar 2014 | 3. Alpencup in Chamonix, 10. bis 12. Januar 2014 |
| ------------------------------------------------ | ------------------------------------------------ | ------------------------------------------------ | ------------------------------------------------ | ------------------------------------------------ |
| Datum                                            | Disziplin                                        | Erster Platz                                     | Zweiter Platz                                    | Dritter Platz                                    |
| 10. Januar 2014                                  | Sprint Freistil                                  | Paul Goalabre                                    | Fulvio Scola                                     | Mirco Bertolina                                  |
| 11. Januar 2014                                  | 15 km klassisch                                  | Paul Goalabre                                    | Francesco De Fabiani                             | Alexis Jeannerod                                 |
| 12. Januar 2014                                  | 20 km Freistil                                   | Mathias Wibault                                  | Paul Goalabre                                    | Dario Cologna                                    |

| 4. Alpencup in Campra, 14. bis 16. Februar 2014 | 4. Alpencup in Campra, 14. bis 16. Februar 2014 | 4. Alpencup in Campra, 14. bis 16. Februar 2014 | 4. Alpencup in Campra, 14. bis 16. Februar 2014 | 4. Alpencup in Campra, 14. bis 16. Februar 2014 |
| ----------------------------------------------- | ----------------------------------------------- | ----------------------------------------------- | ----------------------------------------------- | ----------------------------------------------- |
| Datum                                           | Disziplin                                       | Erster Platz                                    | Zweiter Platz                                   | Dritter Platz                                   |
| 14. Februar 2014                                | 3,3 km klassisch                                | Maicol Rastelli                                 | Ueli Schnider                                   | Andy Kühne                                      |
| 15. Februar 2014                                | 15 km Freistil                                  | Clément Parisse                                 | Mathias Wibault                                 | Philipp Marschall                               |
| 16. Februar 2014                                | 15 km klassisch Verfolgung                      | Florian Notz                                    | Ueli Schnider                                   | Bastien Poirrier                                |
| 14.–16. Februar 2014                            |                                                 | Andy Kühne                                      | Philipp Marschall                               | Bastien Poirrier                                |

| 5. Alpencup in Oberwiesenthal, 22. und 23. Februar 2014 | 5. Alpencup in Oberwiesenthal, 22. und 23. Februar 2014 | 5. Alpencup in Oberwiesenthal, 22. und 23. Februar 2014 | 5. Alpencup in Oberwiesenthal, 22. und 23. Februar 2014    | 5. Alpencup in Oberwiesenthal, 22. und 23. Februar 2014 |
| ------------------------------------------------------- | ------------------------------------------------------- | ------------------------------------------------------- | ---------------------------------------------------------- | ------------------------------------------------------- |
| Datum                                                   | Disziplin                                               | Erster Platz                                            | Zweiter Platz                                              | Dritter Platz                                           |
| 22. Februar 2014                                        | 15 km klassisch                                         | Florian Notz                                            | Bastien Poirrier                                           | Maicol Rastelli                                         |
| 23. Februar 2014                                        | 3 × 7,5 km Freistil Staffel                             | DeutschlandIFlorian Notz Andreas Katz Lucas Bögl        | FrankreichIPaul Goalabre Alexis Jeannerod Bastien Poirrier | ItalienIMirco Bertolina Valerio Checchi Maicol Rastelli |

| 6. Alpencup in Rogla, 8. und 9. März 2014 | 6. Alpencup in Rogla, 8. und 9. März 2014 | 6. Alpencup in Rogla, 8. und 9. März 2014 | 6. Alpencup in Rogla, 8. und 9. März 2014 | 6. Alpencup in Rogla, 8. und 9. März 2014 |
| ----------------------------------------- | ----------------------------------------- | ----------------------------------------- | ----------------------------------------- | ----------------------------------------- |
| Datum                                     | Disziplin                                 | Erster Platz                              | Zweiter Platz                             | Dritter Platz                             |
| 8. März 2014                              | Sprint klassisch                          | Alexander Wolz                            | Rok Tršan                                 | Claudio Muller                            |
| 9. März 2014                              | 30 km Freistil Mst                        | Adrien Backscheider                       | Francesco De Fabiani                      | Linard Kindschi                           |

| 7. Alpencup in Valdidentro, 14. bis 16. März 2014 | 7. Alpencup in Valdidentro, 14. bis 16. März 2014 | 7. Alpencup in Valdidentro, 14. bis 16. März 2014 | 7. Alpencup in Valdidentro, 14. bis 16. März 2014 | 7. Alpencup in Valdidentro, 14. bis 16. März 2014 |
| ------------------------------------------------- | ------------------------------------------------- | ------------------------------------------------- | ------------------------------------------------- | ------------------------------------------------- |
| Datum                                             | Disziplin                                         | Erster Platz                                      | Zweiter Platz                                     | Dritter Platz                                     |
| 14. März 2014                                     | 3,3 km Freistil                                   | Francesco De Fabiani                              | Bernhard Tritscher                                | Fulvio Scola                                      |
| 15. März 2014                                     | 15 km klassisch                                   | Florian Notz                                      | Clément Parisse                                   | Giovanni Gullo                                    |
| 16. März 2014                                     | 15 km Freistil Verfolgung                         | Remo Fischer                                      | Bernhard Tritscher                                | Andreas Katz                                      |
| 14.–16. März 2014                                 |                                                   | Remo Fischer                                      | Francesco De Fabiani                              | Florian Notz                                      |

### Junioren Resultate
| Datum                                | Austragungsort | Altersklasse | Disziplin                      | Sieger                                                                            | Zweiter                                                      | Dritter                                                                   |
| ------------------------------------ | -------------- | ------------ | ------------------------------ | --------------------------------------------------------------------------------- | ------------------------------------------------------------ | ------------------------------------------------------------------------- |
| Skilanglauf-Europameisterschaft 2014 |                |              |                                |                                                                                   |                                                              |                                                                           |
| 13. Dezember 2013                    | St. Ulrich     | U18          | Sprint Freistil                | Mikael Abram                                                                      | Markus Mrkonjic                                              | Petr Pilz                                                                 |
| 14. Dezember 2013                    | St. Ulrich     | U18          | 7,5 km Freistil                | Michal Novák                                                                      | Dajan Danuser                                                | Beda Klee                                                                 |
| 15. Dezember 2013                    | St. Ulrich     | U18          | 10 km klassisch Mst            | Beda Klee                                                                         | Michal Novák                                                 | Marino Capelli                                                            |
| 13. Dezember 2013                    | St. Ulrich     | U20          | Sprint Freistil                | Tobias Trenkle                                                                    | Jean Tiberghien                                              | Richard Jouve                                                             |
| 14. Dezember 2013                    | St. Ulrich     | U20          | 10 km Freistil                 | Christian Stiebritz                                                               | Richard Jouve                                                | Jean Tiberghien                                                           |
| 15. Dezember 2013                    | St. Ulrich     | U20          | 15 km klassisch Mst            | Richard Jouve                                                                     | Louis Schwartz                                               | Petr Knop                                                                 |
| 21. Dezember 2013                    | Gressoney      | U18          | 7,5 km klassisch               | Mikael Abram                                                                      | Paolo Ventura                                                | Giacomo Gabrielli                                                         |
| 21. Dezember 2013                    | Gressoney      | U20          | 15 km klassisch                | Jules Lapierre                                                                    | Richard Jouve                                                | Louis Schwartz                                                            |
| 22. Dezember 2013                    | Gressoney      | U18          | 10 km Freistil Verfolgung      | Mikael Abram                                                                      | Paolo Ventura                                                | Nicola Fornoni                                                            |
| 22. Dezember 2013                    | Gressoney      | U20          | 15 km Freistil Verfolgung      | Richard Jouve                                                                     | Jules Lapierre                                               | Louis Schwartz                                                            |
| 10. Januar 2014                      | Chamonix       | U20          | Sprint Freistil                | Lucas Chanavat                                                                    | Jean Tiberghien                                              | Lukas Gross                                                               |
| 11. Januar 2014                      | Chamonix       | U20          | 10 km klassisch                | Jules Lapierre                                                                    | Valentin Chauvin                                             | Jean Tiberghien                                                           |
| 12. Januar 2014                      | Chamonix       | U20          | 15 km Freistil                 | Jules Lapierre                                                                    | Jean Tiberghien                                              | Valentin Chauvin                                                          |
| 14. Februar 2014                     | Campra         | U20          | 3,3 km klassisch               | Valentin Chauvin                                                                  | Miha Šimenc                                                  | Iwan Ljuft                                                                |
| 15. Februar 2014                     | Campra         | U20          | 15 km Freistil                 | Jules Lapierre                                                                    | Valentin Chauvin                                             | Lucas Chanavat                                                            |
| 16. Februar 2014                     | Campra         | U20          | 15 km klassisch Verfolgung     | Jules Lapierre                                                                    | Richard Jouve                                                | Lucas Chanavat                                                            |
| 22. Februar 2014                     | Oberwiesenthal | U18          | 10 km klassisch                | Sebastian Eichelsbacher                                                           | Beda Klee                                                    | Mikael Abram                                                              |
| 23. Februar 2014                     | Oberwiesenthal | U18          | 4 × 3,3 km Freistil Mixstaffel | DeutschlandIKatharina Hennig Antonia Fräbel Sebastian Eichelsbacher Eric Vosshage | SchweizIAlina Meier Lydia Hiernickel Beda Klee Dajan Danuser | SchweizIIStefanie Arnold Jogscha Abderhalden Marino Capelli Jan-Nino Menn |
| 8. März 2014                         | Rogla          | U20          | Sprint klassisch               | Lucas Chanavat                                                                    | Jason Rüesch                                                 | Richard Jouve                                                             |
| 9. März 2014                         | Rogla          | U20          | 15 km Freistil Mst.            | Richard Jouve                                                                     | Lucas Chanavat                                               | Louis Schwartz                                                            |
| 14. März 2014                        | Valdidentro    | U20          | 3,3 km Freistil                | Lucas Chanavat                                                                    | Richard Jouve                                                | Valentin Chauvin                                                          |
| 15. März 2014                        | Valdidentro    | U20          | 10 km klassisch                | Richard Jouve                                                                     | Jason Rüesch                                                 | Jules Lapierre                                                            |
| 16. März 2014                        | Valdidentro    | U20          | 10 km Freistil Verfolgung      | Richard Jouve                                                                     | Jason Rüesch                                                 | Jean Tiberghien                                                           |

### Gesamtwertung Männer
| Rang | Name                   | Punkte |
| ---- | ---------------------- | ------ |
| 01   | Paul Goalabre          | 0612   |
| 02   | Francesco De Fabiani   | 0593   |
| 03   | Andy Kühne             | 0571   |
| 04   | Bastien Poirrier       | 0551   |
| 05   | Florian Notz           | 0547   |
| 06   | Clément Parisse        | 0517   |
| 07   | Philipp Marschall      | 0454   |
| 08   | Alexis Jeannerod       | 0417   |
| 09   | Mathias Wibault        | 0348   |
| 10   | Thomas Wick            | 0333   |
| 11.  | Mirco Bertolina        | 0326   |
| 12.  | Giovanni Gullo         | 0296   |
| 13.  | Maicol Rastelli        | 0286   |
| 14.  | Adrien Mougel          | 0273   |
| 14.  | Fulvio Scola           | 0273   |
| 16.  | Damien Tarantola       | 0259   |
| 17.  | Dietmar Nöckler        | 0256   |
| 18.  | Remo Fischer           | 0254   |
| 19.  | Giandomenico Salvadori | 0232   |
| 20.  | Fabio Pasini           | 0224   |
| 21.  | Lucas Bögl             | 0222   |
| 22.  | Cyril Miranda          | 0214   |
| 23.  | Andreas Katz           | 0206   |
| 24.  | Alexander Wolz         | 0204   |
| 25.  | Claudio Muller         | 0181   |
| 26.  | Adrien Backscheider    | 0172   |
| 27.  | Tao Quemere            | 0170   |
| 28.  | Valerio Checchi        | 0161   |
| 29.  | Markus Weeger          | 0147   |
| 30.  | Valerio Leccardi       | 0146   |
| 30.  | Romain Vandel          | 0146   |
| 32.  | Thomas Moriggl         | 0145   |
| 33.  | Mattia Pellegrin       | 0140   |
| 34.  | Dario Cologna          | 0136   |

| Rang | Name               | Punkte |
| ---- | ------------------ | ------ |
| 35.  | Jonas Dobler       | 0128   |
| 35.  | Sergio Rigoni      | 0128   |
| 37.  | Ueli Schnider      | 0123   |
| 38.  | Max Hauke          | 0120   |
| 39.  | Valentin Mättig    | 0113   |
| 40.  | Loris Frasnelli    | 0111   |
| 41.  | Fabio Clementi     | 098    |
| 42.  | Alexandre Pouyé    | 095    |
| 43.  | Erwan Käser        | 092    |
| 43.  | Bernhard Tritscher | 092    |
| 45.  | Janmatie Kostner   | 089    |
| 45.  | Martin Weisheit    | 089    |
| 47.  | Enrico Nizzi       | 088    |
| 48.  | Rok Tršan          | 080    |
| 49.  | Philipp Hälg       | 073    |
| 50.  | Stefano Gardener   | 070    |
| 50.  | Lennart Metz       | 070    |
| 52.  | Daniel Yeuilla     | 068    |
| 53.  | Daniel Herzog      | 067    |
| 53.  | Candide Pralong    | 067    |
| 55.  | Domen Potocnik     | 065    |
| 56.  | Bostjan Klavzar    | 062    |
| 57.  | Linard Kindschi    | 061    |
| 58.  | Daniel Heun        | 60     |
| 59.  | Luca Orlandi       | 58     |
| 60.  | Fabrizio Clementi  | 50     |
| 60.  | Martin Jäger       | 50     |
| 62.  | Luka Gostincar     | 45     |
| 63.  | Livio Bieler       | 44     |
| 64.  | Dominik Baldauf    | 39     |
| 65.  | Fabian Schaad      | 36     |
| 66.  | Roland Clara       | 35     |
| 67.  | Kevin Plessnitzer  | 33     |
| 68.  | Luis Stadtlober    | 32     |

| Rang | Name                 | Punkte |
| ---- | -------------------- | ------ |
| 69.  | Paolo Fanton         | 30     |
| 70.  | Francois Vierin      | 27     |
| 71.  | Imanol Rojo          | 26     |
| 71.  | Matteo Tanel         | 26     |
| 73.  | Florian Kostner      | 24     |
| 74.  | Luka Prosen          | 23     |
| 74.  | Mario Roncador       | 23     |
| 76.  | Luca Winkler         | 21     |
| 77.  | Samson Schairer      | 20     |
| 78.  | Niklas Liederer      | 19     |
| 79.  | Markus Bader         | 18     |
| 80.  | Aurelius Herburger   | 17     |
| 81.  | Corsin Hösli         | 16     |
| 82.  | Gerard Agnellet      | 15     |
| 83.  | Francois Ronc Cella  | 14     |
| 83.  | Simone Urbani        | 14     |
| 85.  | Bernhard Benedikt    | 13     |
| 86.  | Javier Gutierrez     | 11     |
| 86.  | Tobias Habenicht     | 11     |
| 86.  | Samuel Rege Gianasso | 11     |
| 86.  | Max Wohlleben        | 11     |
| 90.  | Yann Guigonnet       | 10     |
| 91.  | Mathias Inniger      | 9      |
| 92.  | Christophe Perrillat | 7      |
| 92.  | Mathias Dheyriat     | 7      |
| 94.  | Johannes Pfab        | 6      |
| 94.  | Mickael Philipot     | 6      |
| 96.  | Roman Furger         | 5      |
| 97.  | Renaud Jay           | 4      |
| 98.  | Robin Frost          | 2      |
| 98.  | Tom Reichelt         | 2      |
| 100. | Loic Guigonnet       | 1      |

| Endstand (Top 10) |                      |        |
| \| Rang \| Name \| Punkte \| \| ---- \| -------------------- \| ------ \| \| 01 \| Richard Jouve \| 1113 \| \| 02 \| Jules Lapierre \| 0922 \| \| 03 \| Lucas Chanavat \| 0850 \| \| 04 \| Jean Tiberghien \| 0826 \| \| 05 \| Valentin Chauvin \| 0781 \| \| 06 \| Louis Schwartz \| 0744 \| \| 07 \| Jason Rüesch \| 0624 \| \| 08 \| Sebastiano Pellegrin \| 0487 \| \| 09 \| Manuel Perotti \| 0394 \| \| 10 \| Cedric Steiner \| 0376 \| |                      |        |
| Rang | Name                 | Punkte |
| 01 | Richard Jouve        | 1113   |
| 02 | Jules Lapierre       | 0922   |
| 03 | Lucas Chanavat       | 0850   |
| 04 | Jean Tiberghien      | 0826   |
| 05 | Valentin Chauvin     | 0781   |
| 06 | Louis Schwartz       | 0744   |
| 07 | Jason Rüesch         | 0624   |
| 08 | Sebastiano Pellegrin | 0487   |
| 09 | Manuel Perotti       | 0394   |
| 10 | Cedric Steiner       | 0376   |

## Frauen

### Resultate
| 1. Alpencup in St. Ulrich, 13. bis 15. Dezember 2013 | 1. Alpencup in St. Ulrich, 13. bis 15. Dezember 2013 | 1. Alpencup in St. Ulrich, 13. bis 15. Dezember 2013 | 1. Alpencup in St. Ulrich, 13. bis 15. Dezember 2013 | 1. Alpencup in St. Ulrich, 13. bis 15. Dezember 2013 |
| ---------------------------------------------------- | ---------------------------------------------------- | ---------------------------------------------------- | ---------------------------------------------------- | ---------------------------------------------------- |
| Datum                                                | Disziplin                                            | Erster Platz                                         | Zweiter Platz                                        | Dritter Platz                                        |
| 13. Dezember 2013                                    | Sprint Freistil                                      | Giulia Stürz                                         | Lucia Anger                                          | Nathalie Schwarz                                     |
| 14. Dezember 2013                                    | 10 km Freistil                                       | Katerina Smutna                                      | Alena Sannikowa                                      | Celia Bourgeois                                      |
| 15. Dezember 2013                                    | 10 km klassisch Mst.                                 | Katerina Smutna                                      | Polina Ermoshina                                     | Lucia Scardoni                                       |

| 2. Alpencup in Gressoney, 21. und 22. Dezember 2013 | 2. Alpencup in Gressoney, 21. und 22. Dezember 2013 | 2. Alpencup in Gressoney, 21. und 22. Dezember 2013 | 2. Alpencup in Gressoney, 21. und 22. Dezember 2013 | 2. Alpencup in Gressoney, 21. und 22. Dezember 2013 |
| --------------------------------------------------- | --------------------------------------------------- | --------------------------------------------------- | --------------------------------------------------- | --------------------------------------------------- |
| Datum                                               | Disziplin                                           | Erster Platz                                        | Zweiter Platz                                       | Dritter Platz                                       |
| 21. Dezember 2013                                   | 10 km klassisch                                     | Stefanie Böhler                                     | Anouk Faivre Picon                                  | Laura Orgué                                         |
| 22. Dezember 2013                                   | 10 km Freistil Verfolgung                           | Anouk Faivre Picon                                  | Laura Orgué                                         | Elisa Brocard                                       |

| 3. Alpencup in Chamonix, 10. bis 12. Januar 2014 | 3. Alpencup in Chamonix, 10. bis 12. Januar 2014 | 3. Alpencup in Chamonix, 10. bis 12. Januar 2014 | 3. Alpencup in Chamonix, 10. bis 12. Januar 2014 | 3. Alpencup in Chamonix, 10. bis 12. Januar 2014 |
| ------------------------------------------------ | ------------------------------------------------ | ------------------------------------------------ | ------------------------------------------------ | ------------------------------------------------ |
| Datum                                            | Disziplin                                        | Erster Platz                                     | Zweiter Platz                                    | Dritter Platz                                    |
| 10. Januar 2014                                  | Sprint Freistil                                  | Giulia Stürz                                     | Francesca Baudin                                 | Laure Barthélémy                                 |
| 11. Januar 2014                                  | 10 km klassisch                                  | Francesca Baudin                                 | Marina Piller                                    | Laura Orgué                                      |
| 12. Januar 2014                                  | 15 km Freistil                                   | Aurélie Dabudyk                                  | Celia Bourgeois                                  | Marina Piller                                    |

| 4. Alpencup in Campra, 14. bis 16. Februar 2014 | 4. Alpencup in Campra, 14. bis 16. Februar 2014 | 4. Alpencup in Campra, 14. bis 16. Februar 2014 | 4. Alpencup in Campra, 14. bis 16. Februar 2014 | 4. Alpencup in Campra, 14. bis 16. Februar 2014 |
| ----------------------------------------------- | ----------------------------------------------- | ----------------------------------------------- | ----------------------------------------------- | ----------------------------------------------- |
| Datum                                           | Disziplin                                       | Erster Platz                                    | Zweiter Platz                                   | Dritter Platz                                   |
| 14. Februar 2014                                | 2,5 km klassisch                                | Sandra Ringwald                                 | Laura Gimmler                                   | Francesca Baudin                                |
| 15. Februar 2014                                | 10 km Freistil                                  | Seraina Boner                                   | Sara Pellegrini                                 | Nathalie von Siebenthal                         |
| 16. Februar 2014                                | 10 km klassisch Verfolgung                      | Sara Pellegrini                                 | Sandra Ringwald                                 | Lucia Scardoni                                  |
| 14.–16. Februar 2014                            |                                                 | Sara Pellegrini                                 | Sandra Ringwald                                 | Lucia Scardoni                                  |

| 5. Alpencup in Oberwiesenthal, 22. und 23. Februar 2014 | 5. Alpencup in Oberwiesenthal, 22. und 23. Februar 2014 | 5. Alpencup in Oberwiesenthal, 22. und 23. Februar 2014 | 5. Alpencup in Oberwiesenthal, 22. und 23. Februar 2014 | 5. Alpencup in Oberwiesenthal, 22. und 23. Februar 2014 |
| ------------------------------------------------------- | ------------------------------------------------------- | ------------------------------------------------------- | ------------------------------------------------------- | ------------------------------------------------------- |
| Datum                                                   | Disziplin                                               | Erster Platz                                            | Zweiter Platz                                           | Dritter Platz                                           |
| 22. Februar 2014                                        | 10 km klassisch                                         | Lucia Scardoni                                          | Anamarija Lampič                                        | Monique Siegel                                          |
| 23. Februar 2014                                        | 3 × 5 km Freistil Staffel                               | ItalienILucia Scardoni Sara Pellegrini Giulia Stürz     | DeutschlandISofie Krehl Monique Siegel Sarah Schaber    | SlowenienIAnamarija Lampič Manca Slabanja Lea Einfalt   |

| 6. Alpencup in Rogla, 8. und 9. März 2014 | 6. Alpencup in Rogla, 8. und 9. März 2014 | 6. Alpencup in Rogla, 8. und 9. März 2014 | 6. Alpencup in Rogla, 8. und 9. März 2014 | 6. Alpencup in Rogla, 8. und 9. März 2014 |
| ----------------------------------------- | ----------------------------------------- | ----------------------------------------- | ----------------------------------------- | ----------------------------------------- |
| Datum                                     | Disziplin                                 | Erster Platz                              | Zweiter Platz                             | Dritter Platz                             |
| 8. März 2014                              | Sprint klassisch                          | Elisabeth Schicho                         | Lucia Anger                               | Laura Gimmler                             |
| 9. März 2014                              | 15 km Freistil Mst                        | Aurélie Dabudyk                           | Sara Pellegrini                           | Francesca Baudin                          |

| 7. Alpencup in Valdidentro, 14. bis 16. März 2014 | 7. Alpencup in Valdidentro, 14. bis 16. März 2014 | 7. Alpencup in Valdidentro, 14. bis 16. März 2014 | 7. Alpencup in Valdidentro, 14. bis 16. März 2014 | 7. Alpencup in Valdidentro, 14. bis 16. März 2014 |
| ------------------------------------------------- | ------------------------------------------------- | ------------------------------------------------- | ------------------------------------------------- | ------------------------------------------------- |
| Datum                                             | Disziplin                                         | Erster Platz                                      | Zweiter Platz                                     | Dritter Platz                                     |
| 14. März 2014                                     | 2,5 km Freistil                                   | Alenka Čebašek                                    | Marion Buillet                                    | Francesca Baudin                                  |
| 15. März 2014                                     | 10 km klassisch                                   | Francesca Baudin                                  | Virginia De Martin Topranin                       | Debora Agreiter                                   |
| 16. März 2014                                     | 10 km Freistil Verfolgung                         | Nathalie von Siebenthal                           | Chelsea Holmes                                    | Teresa Stadlober                                  |
| 14.–16. März 2014                                 |                                                   | Nathalie von Siebenthal                           | Francesca Baudin                                  | Debora Agreiter                                   |

### Junioren Resultate
| Datum                                | Austragungsort | Altersklasse | Disziplin                  | Sieger           | Zweiter            | Dritter             |
| ------------------------------------ | -------------- | ------------ | -------------------------- | ---------------- | ------------------ | ------------------- |
| Skilanglauf-Europameisterschaft 2014 |                |              |                            |                  |                    |                     |
| 13. Dezember 2013                    | St. Ulrich     | U18          | Sprint Freistil            | Alina Meier      | Lydia Hiernickel   | Stefanie Arnold     |
| 14. Dezember 2013                    | St. Ulrich     | U18          | 5 km Freistil              | Lydia Hiernickel | Stefanie Arnold    | Alina Meier         |
| 15. Dezember 2013                    | St. Ulrich     | U18          | 7,5 km klassisch Mst       | Alina Meier      | Lydia Hiernickel   | Jasmin Berchtold    |
| 13. Dezember 2013                    | St. Ulrich     | U20          | Sprint Freistil            | Anamarija Lampič | Petra Hyncicova    | Julia Belger        |
| 14. Dezember 2013                    | St. Ulrich     | U20          | 5 km Freistil              | Victoria Carl    | Sarah Schaber      | Nadine Fähndrich    |
| 15. Dezember 2013                    | St. Ulrich     | U20          | 10 km klassisch Mst        | Victoria Carl    | Julia Belger       | Anamarija Lampič    |
| 21. Dezember 2013                    | Gressoney      | U18          | 5 km klassisch             | Anna Comarella   | Ilenia Defrancesco | Chiara Zini         |
| 21. Dezember 2013                    | Gressoney      | U20          | 10 km klassisch            | Julia Belger     | Nadine Fähndrich   | Jessica Wirth       |
| 22. Dezember 2013                    | Gressoney      | U18          | 5 km Freistil Verfolgung   | Anna Comarella   | Ilenia Defrancesco | Chiara Zini         |
| 22. Dezember 2013                    | Gressoney      | U20          | 10 km Freistil Verfolgung  | Julia Belger     | Lea Einfalt        | Nadine Fähndrich    |
| 10. Januar 2014                      | Chamonix       | U20          | Sprint Freistil            | Anamarija Lampič | Jenny Mann         | Sofie Krehl         |
| 11. Januar 2014                      | Chamonix       | U20          | 5 km klassisch             | Julia Belger     | Anamarija Lampič   | Katherine Sauerbrey |
| 12. Januar 2014                      | Chamonix       | U20          | 10 km Freistil             | Anamarija Lampič | Victoria Carl      | Lydia Hiernickel    |
| 14. Februar 2014                     | Campra         | U20          | 2,5 km klassisch           | Julia Belger     | Anamarija Lampič   | Nadine Herrmann     |
| 15. Februar 2014                     | Campra         | U20          | 10 km Freistil             | Julia Belger     | Lea Einfalt        | Nadine Herrmann     |
| 16. Februar 2014                     | Campra         | U20          | 10 km klassisch Verfolgung | Julia Belger     | Lydia Hiernickel   | Nadine Herrmann     |
| 22. Februar 2014                     | Oberwiesenthal | U18          | 7,5 km klassisch           | Antonia Fräbel   | Katharina Hennig   | Alina Meier         |
| 8. März 2014                         | Rogla          | U20          | Sprint klassisch           | Anne Winkler     | Nadine Fähndrich   | Katharina Hennig    |
| 9. März 2014                         | Rogla          | U20          | 10 km Freistil Mst.        | Lea Einfalt      | Katharina Hennig   | Sofie Krehl         |
| 14. März 2014                        | Valdidentro    | U20          | 2,5 km Freistil            | Anamarija Lampič | Julia Belger       | Nadine Fähndrich    |
| 15. März 2014                        | Valdidentro    | U20          | 5 km klassisch             | Julia Belger     | Nadine Fähndrich   | Stefanie Arnold     |
| 16. März 2014                        | Valdidentro    | U20          | 5 km Freistil Verfolgung   | Julia Belger     | Nadine Fähndrich   | Stefanie Arnold     |

### Gesamtwertung Frauen
| Rang | Name                    | Punkte |
| ---- | ----------------------- | ------ |
| 01   | Francesca Baudin        | 948    |
| 02   | Sara Pellegrini         | 763    |
| 03   | Giulia Stürz            | 728    |
| 04   | Nathalie von Siebenthal | 589    |
| 05   | Lucia Scardoni          | 560    |
| 06   | Lucia Anger             | 425    |
| 07   | Aurélie Dabudyk         | 417    |
| 08   | Monique Siegel          | 394    |
| 09   | Laura Gimmler           | 331    |
| 09   | Marion Simille          | 331    |
| 11.  | Elisabeth Schicho       | 328    |
| 12.  | Eva Wolf                | 291    |
| 13.  | Sandra Ringwald         | 247    |
| 14.  | Laure Barthélémy        | 245    |
| 15.  | Debora Agreiter         | 241    |
| 16.  | Laura Orgué             | 240    |
| 17.  | Kerstin Muschet         | 238    |
| 18.  | Celia Bourgeois         | 210    |
| 19.  | Manon Locatelli         | 203    |
| 20.  | Katerina Smutna         | 200    |
| 21.  | Veronika Mayerhofer     | 0194   |

| Rang | Name                        | Punkte |
| ---- | --------------------------- | ------ |
| 22.  | Doris Trachsel              | 0193   |
| 23.  | Nathalie Schwarz            | 0189   |
| 24.  | Marion Buillet              | 0186   |
| 25.  | Anouk Faivre Picon          | 0180   |
| 26.  | Rahel Imoberdorf            | 0168   |
| 27.  | Alenka Čebašek              | 0164   |
| 28.  | Marina Piller               | 0160   |
| 29.  | Virginia De Martin Topranin | 0157   |
| 30.  | Stefanie Böhler             | 0150   |
| 30.  | Francesca di Sopra          | 0150   |
| 32.  | Nika Razinger               | 0137   |
| 33.  | Teresa Stadlober            | 0134   |
| 34.  | Debora Roncari              | 0118   |
| 35.  | Barbara Jezeršek            | 0116   |
| 36.  | Carmen Emmenegger           | 0106   |
| 37.  | Marion Colin                | 0103   |
| 37.  | Jessica Gnüchtel            | 0103   |
| 39.  | Elisa Brocard               | 0100   |
| 40.  | Theresa Eichhorn            | 092    |
| 41.  | Seraina Boner               | 087    |
| 42.  | Melissa Gorra               | 078    |

| Rang | Name              | Punkte |
| ---- | ----------------- | ------ |
| 43.  | Ilaria Debertolis | 077    |
| 44.  | Kathrin Schratt   | 075    |
| 45.  | Sarah Wagner      | 073    |
| 46.  | Chantal Carlen    | 059    |
| 47.  | Tatjana Stiffler  | 058    |
| 48.  | Julia Philipona   | 051    |
| 49.  | Greta Laurent     | 050    |
| 49.  | Emanuela Piasco   | 050    |
| 51.  | Carolin Hennecke  | 049    |
| 51.  | Christa Jäger     | 049    |
| 53.  | Elisa Kasslatter  | 048    |
| 54.  | Stefania Zanon    | 044    |
| 55.  | Roxane Lacroix    | 038    |
| 56.  | Natalia Müller    | 035    |
| 57.  | Stephanie Santer  | 025    |
| 58.  | Iris Pessey       | 22     |
| 59.  | Julie Devaux      | 17     |
| 60.  | Marie Kromer      | 15     |
| 61.  | Claudie Thomas    | 9      |

| Endstand (Top 10) |                  |        |
| \| Rang \| Name \| Punkte \| \| ---- \| ---------------- \| ------ \| \| 01 \| Julia Belger \| 1276 \| \| 02 \| Nadine Fähndrich \| 0850 \| \| 03 \| Anamarija Lampič \| 0847 \| \| 04 \| Lea Einfalt \| 0645 \| \| 05 \| Sofie Krehl \| 0636 \| \| 06 \| Nadine Herrmann \| 0615 \| \| 07 \| Lisa Unterweger \| 0455 \| \| 08 \| Sarah Schaber \| 0446 \| \| 09 \| Delphine Claudel \| 0437 \| \| 10 \| Alice Canclini \| 0413 \| |                  |        |
| Rang | Name             | Punkte |
| 01 | Julia Belger     | 1276   |
| 02 | Nadine Fähndrich | 0850   |
| 03 | Anamarija Lampič | 0847   |
| 04 | Lea Einfalt      | 0645   |
| 05 | Sofie Krehl      | 0636   |
| 06 | Nadine Herrmann  | 0615   |
| 07 | Lisa Unterweger  | 0455   |
| 08 | Sarah Schaber    | 0446   |
| 09 | Delphine Claudel | 0437   |
| 10 | Alice Canclini   | 0413   |